# Michela Pace
Michela Pace, nota anche semplicemente Michela (Gozo, 25 gennaio 2001), è una cantante maltese.
Ha rappresentato Malta all'Eurovision Song Contest 2019 con il brano Chameleon, piazzandosi 14ª su 26 partecipanti nella finale.

## Biografia
Michela Pace si è fatta conoscere al grande pubblico partecipando alla prima edizione di X Factor Malta. Dopo aver superato le audizioni è entrata a fare parte della categoria "ragazze" capitanata da Howard Keith Debono. Dopo aver superato la fase degli Home Visit, Michela accede alle fasi Live del programma, dove arriva fino in finale e viene proclamata vincitrice del programma.
Tra i vari premi del programma, Michela viene anche designata come rappresentante dell'isola all'Eurovision Song Contest 2019.  Il brano con cui rappresenterà la nazione all'Eurovision Song Contest, Chameleon, è stato presentato il 10 marzo 2019.
Dopo essersi qualificata dalla seconda semifinale del 16 maggio, ha aperto la finale del 18 maggio successivo. Qui si è classificata 14ª su 26 partecipanti con 107 punti totalizzati, di cui 20 dal televoto e 87 dalle giurie. È risultata la preferita dalla giuria bielorussa.

## Discografia

### Singoli
- 2019 - Chameleon

- 2022 - Lost In The Shadows

#### Come featuring
- 2019 - Cannonball (Ira Losco feat. Michela)
- 2020 - Say It First (B-OK feat. Michela)
- 2021 - One More (The New Victorians feat. Michela)